# 서울교통공사 2000호대 VVVF 전동차
서울교통공사 2000호대 VVVF 전동차는 대한민국의 서울 지하철 2호선에서 운행 중인 서울교통공사의 통근형 전동차 차량이다. 
현재 총 10량 84개 편성(794량) 중 본선용 총 10량 75개 편성(750량), 신정지선용 총 6량 4개 편성(24량), 성수지선용 총 4량 5개 편성(20량)이 운행하고 있다. 1980년, 1982년 도입된 서울교통공사 2000호대 저항제어 전동차, 1983년~1984년, 1989년~1994년 도입된 서울교통공사 2000호대 초퍼제어 전동차의 노후화의 일환으로 도입되었다.

## 기술적 사양
한국형 표준전동차를 기초로 하며 대형 전동차에 맞게 재설계되었다.

### 제어 기기
전동기의 출력이, 1대의 인버터가 한 량분(4개)의 전동기가 제어되었다. 다만, 현대로템에서 제작된 1, 2, 4차분은 VVVF-IGBT 인버터가 적용되었으며, 약간 증대된 210Kw의 일본산 미쓰비시 IPM이 탑재되었으며, 보조전원장치(SIV)는 180kVA IGBT-SIV가 적용되었다. 다원시스에서 제작된 3, 5차분은 일본 히타치 제작소와 기술 제휴로 국산화된 IGBT 인버터가 탑재되었다.

### 차체 및대차
대차는 기존 중형 전동차 모델을 기초로 더욱 경량화된 대차가 채용되었다. 차량 중량은 1개 편성 10량 기준 118.6톤으로 1량에 11.86톤이다. 단, 현대로템 제작분인 1, 2, 4차분 전동차는 STS304 스테인리스가 적용되었고, 다원시스 제작분인 3, 5차분 전동차는 알루미늄 차체가 적용되었다.

### 실선 설비
1~2차분 객실 내부에는 LCD 모니터, LED를 사용한 전자노선도(2차분만 철거되었고 대형 LCD 모니터로 전부 교체)가 설치되었고, 3~5차분 객실 내부에는 출입문 상단에 노선안내 모니터(모든 편성 대형모니터)가 설치되었다. 객실 창문은 UV코팅 처리된 통유리가 적용되어 한국철도공사 331000호대 전동차, 한국철도공사 361000호대 전동차 등과 그것의 파생형과 유사하다.

### TCMS와ATP/ATO대응
지상/차상간 ATP/ATO 인터페이스 성능을 적용한 설비로 운행된다. 차량 운전실 내부에는 냉난방제어, 방송기기, 행선표시제어 등이 설치되었다.

## 편성
편성은 팬터그래프, 주변압기, 제어기기, 전동기가 탑재된 M'차, 제어기기, 전동기만이 탑재된 M차, 보조전원장치, 공기압축기, 축전지, 제어실 등을 갖춘 Tc차와 제어실이 없는 T1, 그리고 아무런 기기도 탑재되지 않는 T차로 구성되었다.
신정지선 전동차가 검수로 인하여 빠질 시 6량으로 각각 조성되어서 운행하는 경우가 있다.

#### 10량 편성
|           |                 | ◇◇              |                 | ◇◇              |                 |                 |                 | ◇◇              |           |  |
| 20XX      | 21XX            | 22XX            | 23XX            | 24XX            | 25XX            | 26XX            | 27XX            | 28XX            | 29XX      |  |
| Tc        | M               | M'              | T               | M'              | T1              | T               | M               | M'              | Tc        |  |
| ←내선순환 | ※XX는 편성 번호 | ※XX는 편성 번호 | ※XX는 편성 번호 | ※XX는 편성 번호 | ※XX는 편성 번호 | ※XX는 편성 번호 | ※XX는 편성 번호 | ※XX는 편성 번호 | 외선순환→ |  |

| 객차번호 | 설치된 전장품                        |
| -------- | ------------------------------------ |
| 20XX     | Tc(SIV, 공기압축기, 축전지)          |
| 21XX     | M(주변환장치)                        |
| 22XX     | M'(팬터그래프, 주변환장치, 주변압기) |
| 23XX     | T(무동력객차)                        |
| 24XX     | M'(팬터그래프, 주변환장치, 주변압기) |
| 25XX     | T1(SIV, 공기압축기, 축전지)          |
| 26XX     | T(무동력객차)                        |
| 27XX     | M(주변환장치)                        |
| 28XX     | M'(팬터그래프, 주변환장치, 주변압기) |
| 29XX     | Tc(SIV, 공기압축기, 축전지)          |

#### 6량 편성
|         |                 | ◇◇              |                 | ◇◇              |           |  |
| 20XX    | 21XX            | 22XX            | 23XX            | 24XX            | 25XX/29XX |  |
| Tc      | M               | M'              | T               | M'              | Tc        |  |
| ←까치산 | ※XX는 편성 번호 | ※XX는 편성 번호 | ※XX는 편성 번호 | ※XX는 편성 번호 | 신도림→   |  |

| 객차번호  | 설치된 전장품                        |
| --------- | ------------------------------------ |
| 20XX      | Tc(SIV, 축전지)                      |
| 21XX      | M(공기압축기, 주변환장치)            |
| 22XX      | M'(팬터그래프, 주변압기, 주변환장치) |
| 23XX      | T(무동력객차)                        |
| 24XX      | M'(팬터그래프, 주변압기, 주변환장치) |
| 25XX/29XX | Tc(SIV, 축전지)                      |

#### 4량 편성
|        | ◇◇              | ◇◇              |           |  |
| 20XX   | 21XX            | 22XX            | 23XX/29XX |  |
| Tc     | M'              | M'              | Tc        |  |
| ← 성수 | ※XX는 편성 번호 | ※XX는 편성 번호 | 신설동→   |  |

| 객차번호  | 설치된 전장품                        |
| --------- | ------------------------------------ |
| 20XX      | Tc(SIV, 공기압축기, 축전지)          |
| 21XX      | M'(팬터그래프, 주변환장치, 주변압기) |
| 22XX      | M'(팬터그래프, 주변환장치, 주변압기) |
| 23XX/29XX | Tc(SIV, 공기압축기, 축전지)          |

## 배속
- 201~242편성: 신정차량사업소, 10량
- 245~248편성: 신정차량사업소, 6량
- 256~260편성: 군자차량사업소, 4량
- 261~293편성: 군자차량사업소, 10량

## 도입 역사

### 1차분
- 신정차량사업소 소속: 201~205편성 (총 10량 1개 편성)
- 성수지선: 257편성 (총 4량 1개 편성)
- 제작사: 로템
- 제어방식: VVVF-IGBT(현대로템 IPM)

1980년 10월 제작 도입분인 저항제어 전동차의 노후 차량 교체용으로 도입되었으며, 본선 10량 5개 편성과 성수지선 4량 1개 편성 등 총 6개 편성이 도입되었다. 출입문 구동 방식은 공기 압축식으로, 통로문은 수동문이고, 의자는 스테인리스 의자이다. 또 이 열차에서 2호선 최초로 전자노선도가 도입되었다. 측면 도색은 대전교통공사 1000호대 전동차의 도색과 아예 똑같이 검정색 바탕 도색에 초록색 띠 도색으로 되어 있다. 과거엔 2호선 열차들 중 유일하게 외벽에 칸 번호, 차량번호 스티커가 붙이지 않았으나 2021년에 붙였다. 2022년 4월부터 2023년 1월까지 2호선 열차들이 출입문 상단에 대형 광고판이 설치되었지만 이 1차분 차량은 설치되지 않았다.

### 2차분

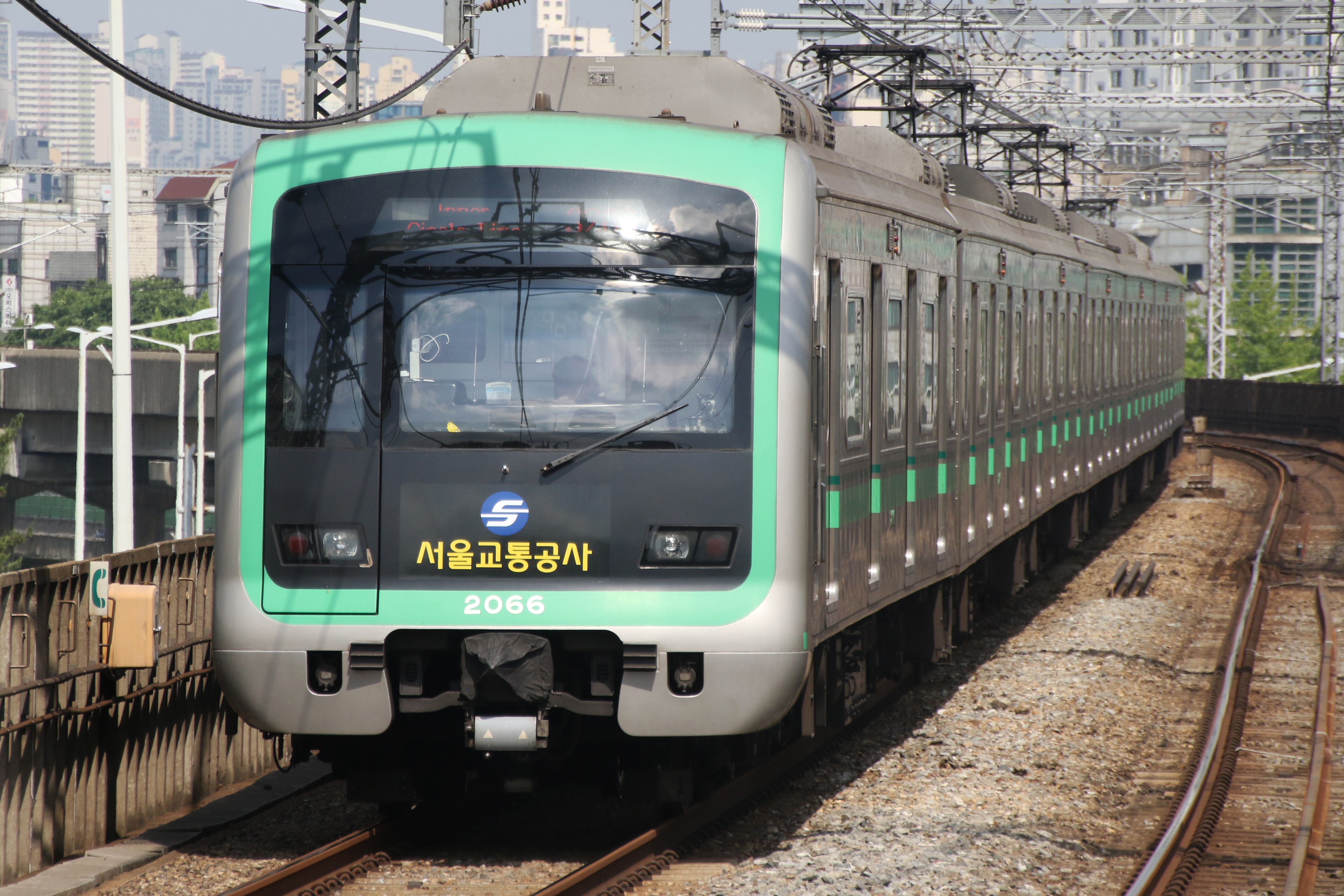
266편성

- 신정차량사업소 소속: 215~231편성 (총 17개 편성(215~222편성: 10량 8개 편성 + 223~231편성: 8량 9개 편성))
- 군자차량사업소 소속: 261~272편성 (총 12개 편성(261~270편성: 10량 10개 편성 + 271~272편성: 8량 2개 편성))
- 성수지선: 258~260편성 (총 4량 3개 편성)
- 제작사: 현대로템
- 제어방식: VVVF-IGBT(현대로템 IPM)

1982년 도입된 저항제어 전동차와 1983년~1984년 도입된 초퍼제어 전동차의 노후 차량 교체용으로 도입되었으며, 본선 10량 29개 편성과 성수지선 4량 3개 편성이 도입되었다. 기본 사양은 1차분 전동차와 동일하지만 의자에 불연재 모켓을 씌웠고,(사족으로 의자 색깔이 KTX 과거 의자 색깔과 아예 똑같다.) 통로문은 2분할 자동문이고, 출입문이 전기스크류 모터식이라는 것이 달라졌다. 그리고 스테인리스 차체이면서 1차분과 달리 측면에 비드(외벽 주름)가 없는 게 특징이다. 1차분과 마찬가지로 전자노선도가 있다.
223~231, 271~272편성의 경우 초퍼제어 전동차의 2~3차 도입분 무동력차를 개조하여 4, 7호차(23XY, 26XY)로 반입되었으며, 2022년까지 신정지선 6량 4개 편성과 같이 교체되었다.

### 3차분

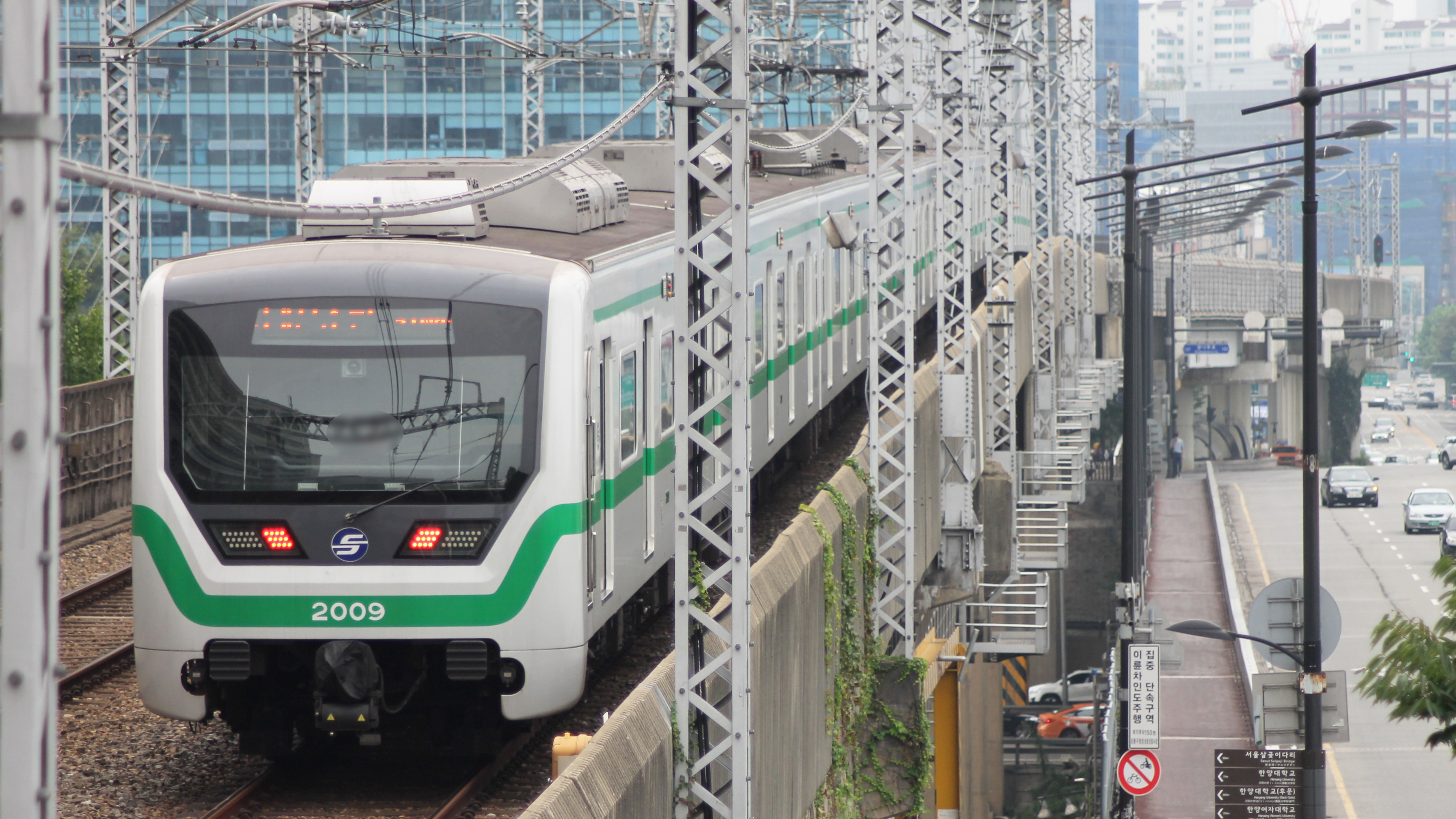
209편성

- 신정차량사업소 소속: 206~213, 239~242편성 (총 10량 12개 편성)
- 군자차량사업소 소속: 285~292편성 (총 10량 8개 편성)
- 제작사: 다원시스
- 제어방식: VVVF-IGBT(다원시스)

1989년~1991년 도입된 초퍼제어 전동차의 노후 차량 교체용으로 도입되었으며, 본선용 10량 20개 편성이 도입되었다. 객실 통로문이 일부 통로에만 설치되었으며 객실 중앙 좌석도 7석에서 6석으로 줄었다. 그리고 출입문 옆에 하차안내등이 개선되었으며, 출입문 위에 행선 안내기가 설치되었다. 추진제어장치는 서울교통공사 3000호대 VVVF 전동차 중 2차분 차량인 316~320, 334~335, 341~348편성, 서울교통공사 4000호대 VVVF 전동차 중 4차분 차량인 450~470편성, 서울교통공사 5000호대 전동차 중 1차분 차량인 502편성, 서울교통공사 7000호대 전동차 중 764~772편성, 부산교통공사 2000호대 전동차 중 253~256편성 등과 동일한 구동음이다. 여기서부터는 객실 사이 통로 연결막이 내장판형으로 변경되었다.

### 4차분

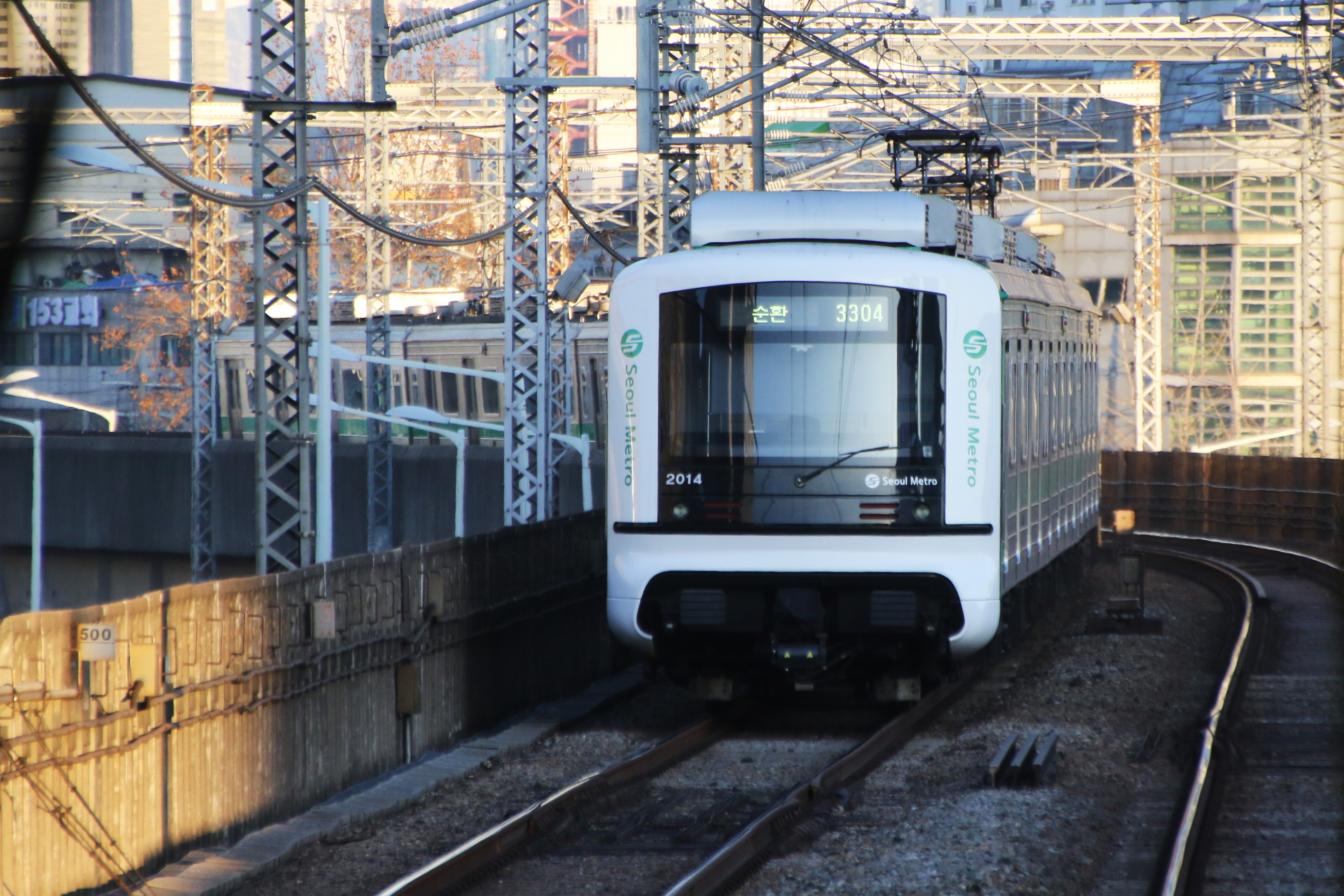
214편성

- 신정차량사업소 소속: 214, 232~238편성 (총 10량 8개 편성)
- 군자차량사업소 소속: 273~284, 293편성 (총 10량 13개 편성)
- 성수지선: 256편성 (총 4량 1개 편성)
- 제작사: 현대로템
- 제어방식: VVVF-IGBT(현대로템 IPM)

1991년~1994년 도입된 초퍼제어 전동차, 1993년 도입되어 2005년 개조된 성수지선 저항제어 전동차 개조저항의 노후 차량 교체용으로 도입되었으며, 본선용 10량 21개 편성, 성수지선용 4량 1개 편성 등 총 22개 편성이 도입되었다. 불연성 플라스틱 6석으로 장착되었으며, 차량 내부는 다원시스 제작 차량과 유사하게 일부 통로문에만 미닫이문이 설치되었고, 출입문 위에 행선 안내기가 설치되었고, 출입문 옆에 하차안내등이 설치되었고, 천장에 CCTV 4개로 설치되었다. 추진제어장치는 서울교통공사 5000호대 전동차 중 3차분 차량인 577~580편성 등과 동일한 구동음이다.

### 5차분
- 신정차량사업소 소속: 223~231편성의 신조 부수 객차 (총 2량 9개 편성)
- 군자차량사업소 소속: 271~272편성의 신조 부수 객차 (총 2량 2개 편성)
- 신정지선: 245~248편성 (총 6량 4개 편성)
- 제작사: 다원시스
- 제어방식: VVVF-IGBT(다원시스)

1993년 도입되어 2005년 개조된 신정지선 저항제어 전동차 개조저항의 노후 차량 교체용으로 도입되었으며, 신정지선용 6량 4개 편성이 도입되었다. 내외부 모두 3차분 차량과 흡사하지만 행선 안내기가 출입문 위가 아닌 1~2차분처럼 객실 중앙에 2대씩 설치되었다. 아울러 기존 2차분 차량 중 223~231, 271~272편성의 초퍼 무동력차 대체분 객차도 같이 도입되었는데, 이 쪽은 5차분 차량임에도 불구하고 2차분 차량과 동일한 사양으로 도입되었다.

## 현황
현재 운행 중인 차량은 가독성을 높이기 위해 굵은 글씨로 표시한다.
| 차호     | 도입 시기      | 운행 중단 시기 | 비고 |
| -------- | -------------- | -------------- | --- |
| 201 편성 | 2005년         | 운행 중        | |
| 202 편성 | 2005년         | 운행 중        | |
| 203 편성 | 2005년         | 운행 중        | |
| 204 편성 | 2005년         | 운행 중        | |
| 205 편성 | 2005년         | 운행 중        | |
| 206 편성 | 2017년         | 휴차           | 객실 바닥 불량에 의해 임시 휴차 |
| 207 편성 | 2017년         | 운행 중        | |
| 208 편성 | 2017년         | 운행 중        | |
| 209 편성 | 2017년         | 운행 중        | |
| 210 편성 | 2017년         | 운행 중        | |
| 211 편성 | 2018년         | 운행 중        | |
| 212 편성 | 2018년         | 운행 중        | |
| 213 편성 | 2018년         | 운행 중        | |
| 214 편성 | 2019년         | 운행 중        | |
| 215 편성 | 2007년         | 운행 중        | |
| 216 편성 | 2007년         | 운행 중        | |
| 217 편성 | 2007년         | 운행 중        | |
| 218 편성 | 2007년         | 운행 중        | |
| 219 편성 | 2007년         | 운행 중        | |
| 220 편성 | 2007년         | 운행 중        | |
| 221 편성 | 2007년         | 운행 중        | |
| 222 편성 | 2007년         | 운행 중        | |
| 223 편성 | 2007년, 2022년 | 운행 중        | 도입 당시부터 개조된 MELCO 초퍼제어 전동차의 무동력 T칸이 반입되었고, 2022년에 신조 부수객차로 교체되었다.                                           |
| 224 편성 | 2007년, 2022년 | 운행 중        | 도입 당시부터 개조된 MELCO 초퍼제어 전동차의 무동력 T칸이 반입되었고, 2022년에 신조 부수객차로 교체되었다.                                           |
| 225 편성 | 2008년, 2022년 | 운행 중        | 도입 당시부터 개조된 MELCO 초퍼제어 전동차의 무동력 T칸이 반입되었고, 2022년에 신조 부수객차로 교체되었다.                                           |
| 226 편성 | 2008년, 2022년 | 운행 중        | 도입 당시부터 개조된 MELCO 초퍼제어 전동차의 무동력 T칸이 반입되었고, 2022년에 신조 부수객차로 교체되었다.                                           |
| 227 편성 | 2008년, 2022년 | 운행 중        | 도입 당시부터 개조된 MELCO 초퍼제어 전동차의 무동력 T칸이 반입되었고, 2022년에 신조 부수객차로 교체되었다.                                           |
| 228 편성 | 2008년, 2021년 | 운행 중        | 도입 당시부터 개조된 MELCO 초퍼제어 전동차의 무동력 T칸이 반입되었고, 2022년에 신조 부수객차로 교체되었다.                                           |
| 229 편성 | 2008년, 2022년 | 운행 중        | 도입 당시부터 개조된 MELCO 초퍼제어 전동차의 무동력 T칸이 반입되었고, 2022년에 신조 부수객차로 교체되었다. 229~231편성은 자전거 전용칸이 설치되었다. |
| 230 편성 | 2008년, 2021년 | 운행 중        | 도입 당시부터 개조된 MELCO 초퍼제어 전동차의 무동력 T칸이 반입되었고, 2022년에 신조 부수객차로 교체되었다. 229~231편성은 자전거 전용칸이 설치되었다. |
| 231 편성 | 2008년, 2022년 | 운행 중        | 도입 당시부터 개조된 MELCO 초퍼제어 전동차의 무동력 T칸이 반입되었고, 2022년에 신조 부수객차로 교체되었다. 229~231편성은 자전거 전용칸이 설치되었다. |
| 232 편성 | 2019년         | 운행 중        | |
| 233 편성 | 2019년         | 운행 중        | |
| 234 편성 | 2019년         | 운행 중        | |
| 235 편성 | 2019년         | 운행 중        | |
| 236 편성 | 2019년         | 운행 중        | |
| 237 편성 | 2019년         | 운행 중        | |
| 238 편성 | 2019년         | 운행 중        | |
| 239 편성 | 2018년         | 운행 중        | |
| 240 편성 | 2018년         | 운행 중        | |
| 241 편성 | 2018년         | 운행 중        | |
| 242 편성 | 2018년         | 운행 중        | |
| 245 편성 | 2020년         | 운행 중        | 현재 신정지선 신도림~까치산 구간 6량 열차로 운행하고 있다.                                                                                           |
| 246 편성 | 2022년         | 운행 중        | 현재 신정지선 신도림~까치산 구간 6량 열차로 운행하고 있다.                                                                                           |
| 247 편성 | 2022년         | 운행 중        | 현재 신정지선 신도림~까치산 구간 6량 열차로 운행하고 있다.                                                                                           |
| 248 편성 | 2022년         | 운행 중        | 현재 신정지선 신도림~까치산 구간 6량 열차로 운행하고 있다.                                                                                           |
| 256 편성 | 2020년         | 운행 중        | 현재 성수지선 성수~신설동 구간 4량 열차로 운행하고 있다.                                                                                             |
| 257 편성 | 2005년         | 운행 중        | 현재 성수지선 성수~신설동 구간 4량 열차로 운행하고 있다.                                                                                             |
| 258 편성 | 2007년         | 운행 중        | 현재 성수지선 성수~신설동 구간 4량 열차로 운행하고 있다.                                                                                             |
| 259 편성 | 2007년         | 운행 중        | 현재 성수지선 성수~신설동 구간 4량 열차로 운행하고 있다.                                                                                             |
| 260 편성 | 2007년         | 운행 중        | 현재 성수지선 성수~신설동 구간 4량 열차로 운행하고 있다.                                                                                             |
| 261 편성 | 2008년         | 운행 중        | |
| 262 편성 | 2008년         | 운행 중        | |
| 263 편성 | 2008년         | 운행 중        | |
| 264 편성 | 2008년         | 운행 중        | |
| 265 편성 | 2008년         | 운행 중        | |
| 266 편성 | 2008년         | 운행 중        | |
| 267 편성 | 2008년         | 운행 중        | |
| 268 편성 | 2008년         | 운행 중        | |
| 269 편성 | 2008년         | 운행 중        | |
| 270 편성 | 2008년         | 운행 중        | |
| 271 편성 | 2008년, 2022년 | 운행 중        | 도입 당시부터 개조된 GEC 초퍼제어 전동차의 무동력 T칸이 반입되었고, 2022년에 신조 부수객차로 교체되었다.                                             |
| 272 편성 | 2008년, 2022년 | 운행 중        | 도입 당시부터 개조된 GEC 초퍼제어 전동차의 무동력 T칸이 반입되었고, 2022년에 신조 부수객차로 교체되었다.                                             |
| 273 편성 | 2019년         | 운행 중        | |
| 274 편성 | 2019년         | 운행 중        | |
| 275 편성 | 2020년         | 운행 중        | |
| 276 편성 | 2020년         | 운행 중        | |
| 277 편성 | 2020년         | 운행 중        | |
| 278 편성 | 2020년         | 운행 중        | |
| 279 편성 | 2020년         | 운행 중        | |
| 280 편성 | 2020년         | 운행 중        | |
| 281 편성 | 2020년         | 운행 중        | |
| 282 편성 | 2020년         | 운행 중        | |
| 283 편성 | 2020년         | 운행 중        | |
| 284 편성 | 2020년         | 운행 중        | |
| 285 편성 | 2018년         | 운행 중        | |
| 286 편성 | 2018년         | 운행 중        | |
| 287 편성 | 2018년         | 운행 중        | |
| 288 편성 | 2018년         | 운행 중        | |
| 289 편성 | 2018년         | 운행 중        | |
| 290 편성 | 2018년         | 운행 중        | |
| 291 편성 | 2018년         | 휴차           | 2025년 3월 23일 신도림역 탈선 사고 차량 |
| 292 편성 | 2018년         | 운행 중        | |
| 293 편성 | 2020년         | 운행 중        | |

## 현재 운행구간
- ● 서울 지하철 2호선: 시청 ~ 시청, (10량 편성 운행)
- ● 신정지선: 신도림 ~ 까치산, (6량 편성 운행)
- ● 성수지선: 성수 ~ 신설동, (4량 편성 운행)

## 반입 경로
전동차 반입 경로는 다음과 같다.
- 군자차량기지: 신창원역→서울역→동묘앞역→군자차량기지 (1~2, 4차분)

- 신정차량기지: 신창원역→서울역→동묘앞역→성수역→신도림역→신정차량기지 (1~2, 4차분)

- 신정차량기지: 김천역→서울역→동묘앞역→성수역→신도림역→신정차량기지 (3, 5차분)

- 신정차량기지: 김천역→노령역→서울역→동묘앞역→성수역→신도림역→신정차량기지 (2차분 T칸 교체분)

- 군자차량기지: 김천역→서울역→동묘앞역→군자차량기지 (3차분)

## 특이 사항

### 도입 초기 고장
2005년 도입 초기에 TCMS 시스템 신호시스템 부조화로 인하여 운행 중 갑작스러운 비상제동 체결 사고가 여러 차례 일어났다. 현재는 해당 문제가 완전히 해결되었다.

### 개조 후 차적 편입
223~231, 271~272편성은 기존 구형 초퍼제어 전동차의 무동력차를 개조하여 해당 편성 T칸(4·7호차)으로 반입되었다. 개조 T칸 객실 내부는 타 2차 도입분 VVVF 전동차와 설비가 동일하나, 부수차 자체의 프레임을 개조할 수 없어서 7인 좌석에 있는 창문은 2분할 통유리로 되어 있고, 대차도 초퍼제어 전동차에서 사용한 대차를 그대로 사용한다. 차체는 마일드스틸 차체로 적용되었다. 해당 객차들은 2022년에 신정지선 6량 3개 편성 18량과 함께 교체되었다.

### 자전거전용칸 개조
2009년부터 고객의 이동 편의를 위하여 229~231편성은 전동차 Tc(운전실이 있는 칸) 맨 앞에 자전거 전용칸 개조가 이루어졌다.

### 측면 행선LED가동 중단
현재 스크린도어가 모두 설치되어 1~2차분 전동차의 모든 측면 안내기가 소등되어 에너지 절감을 하여 서울교통공사 로고가 부착되었다. 다만, 3~5차분 전동차는 앞칸과 뒷칸만 측면 안내기가 가동 중이다.

## 갤러리

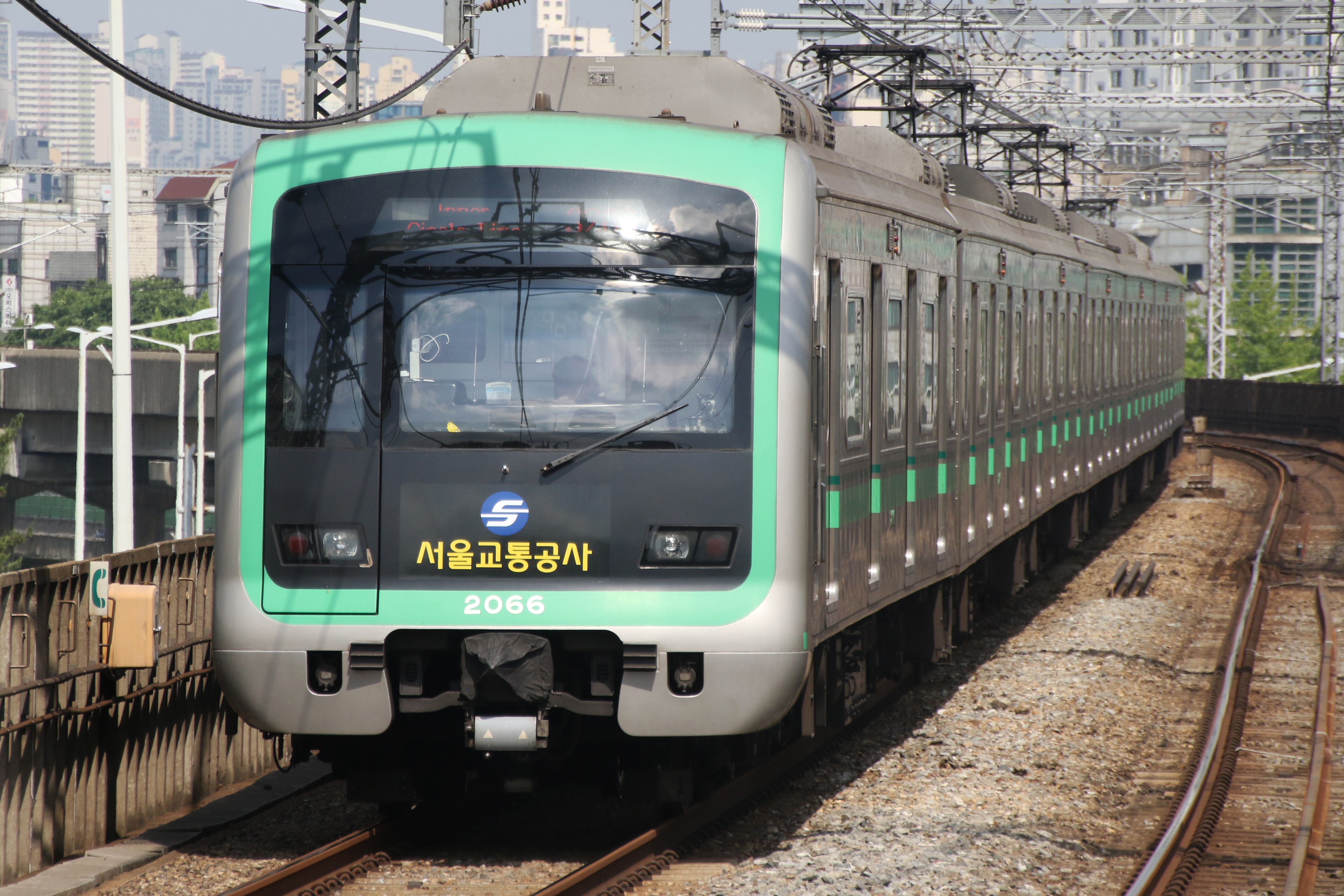
268편성 (2차분)
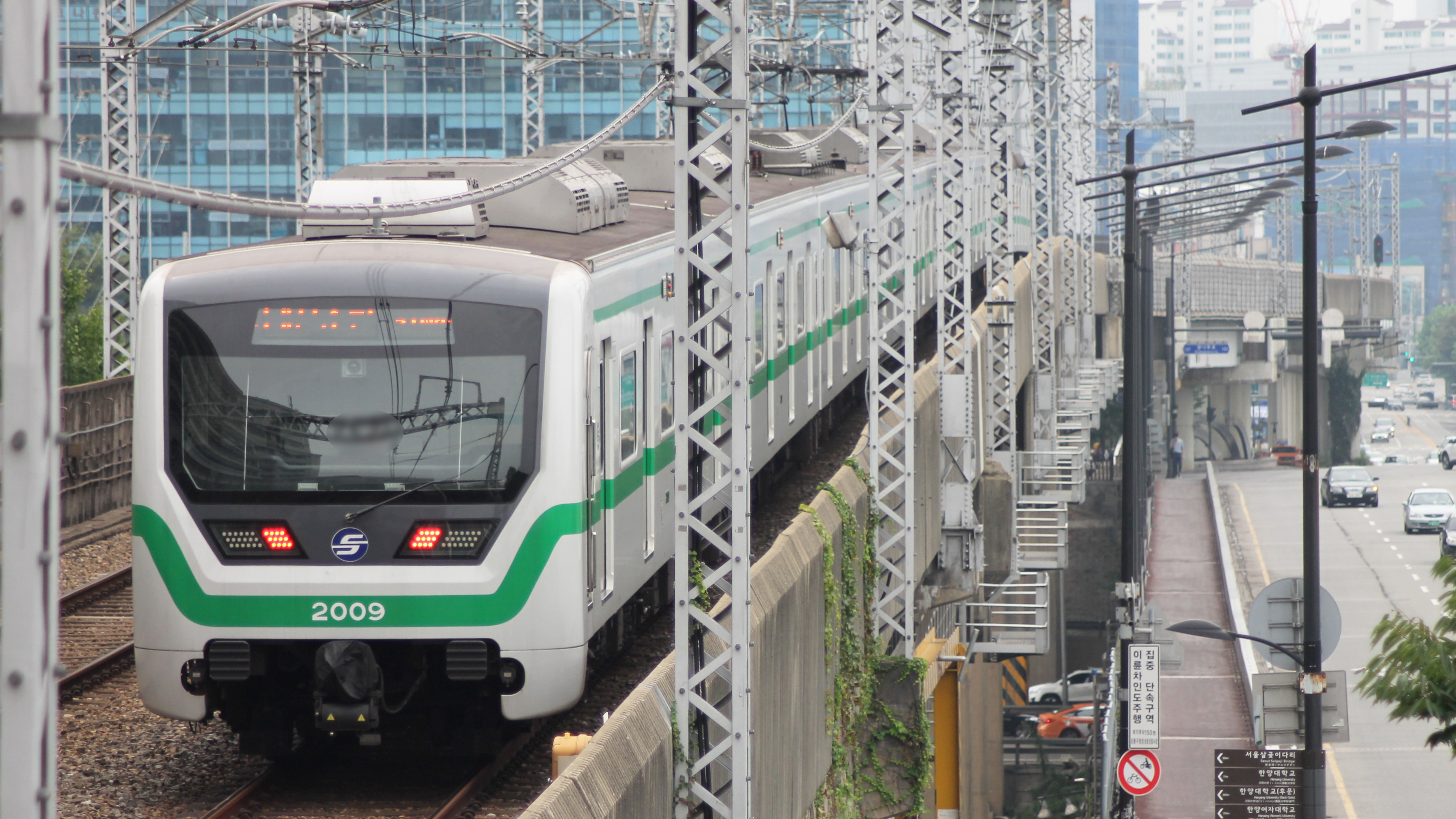
209편성 (3차분)
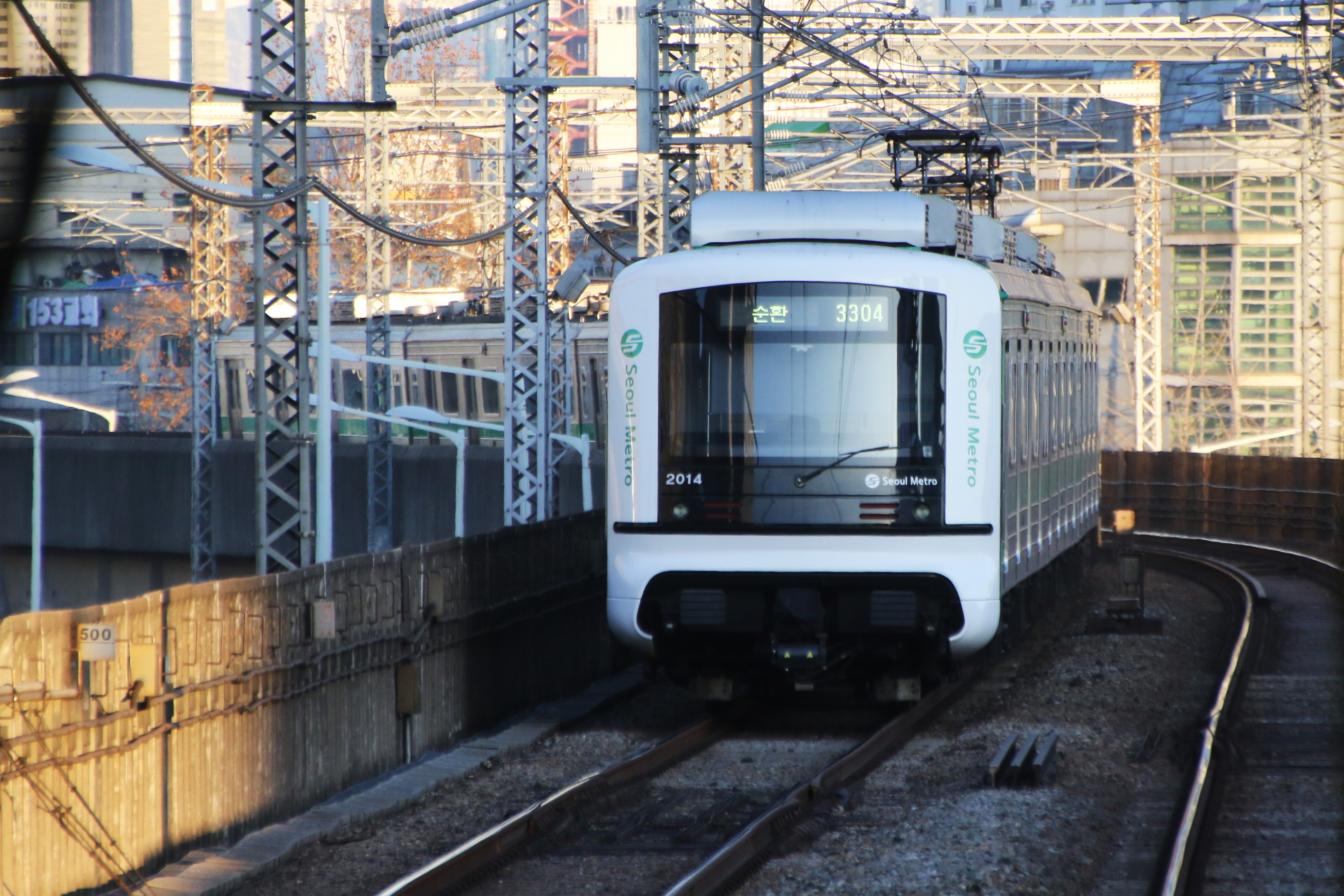
214편성 (4차분)
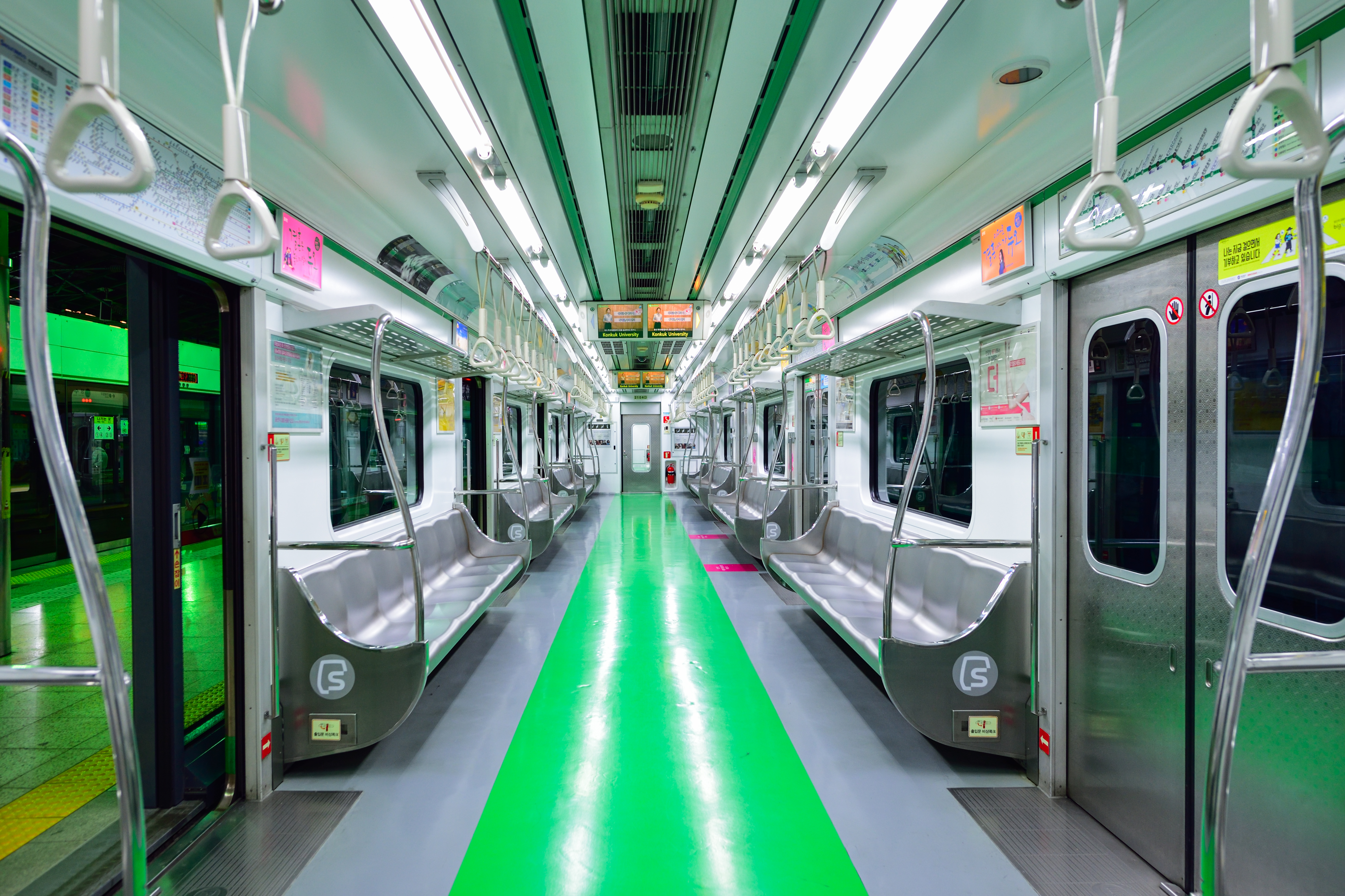
1차분 전동차 내부
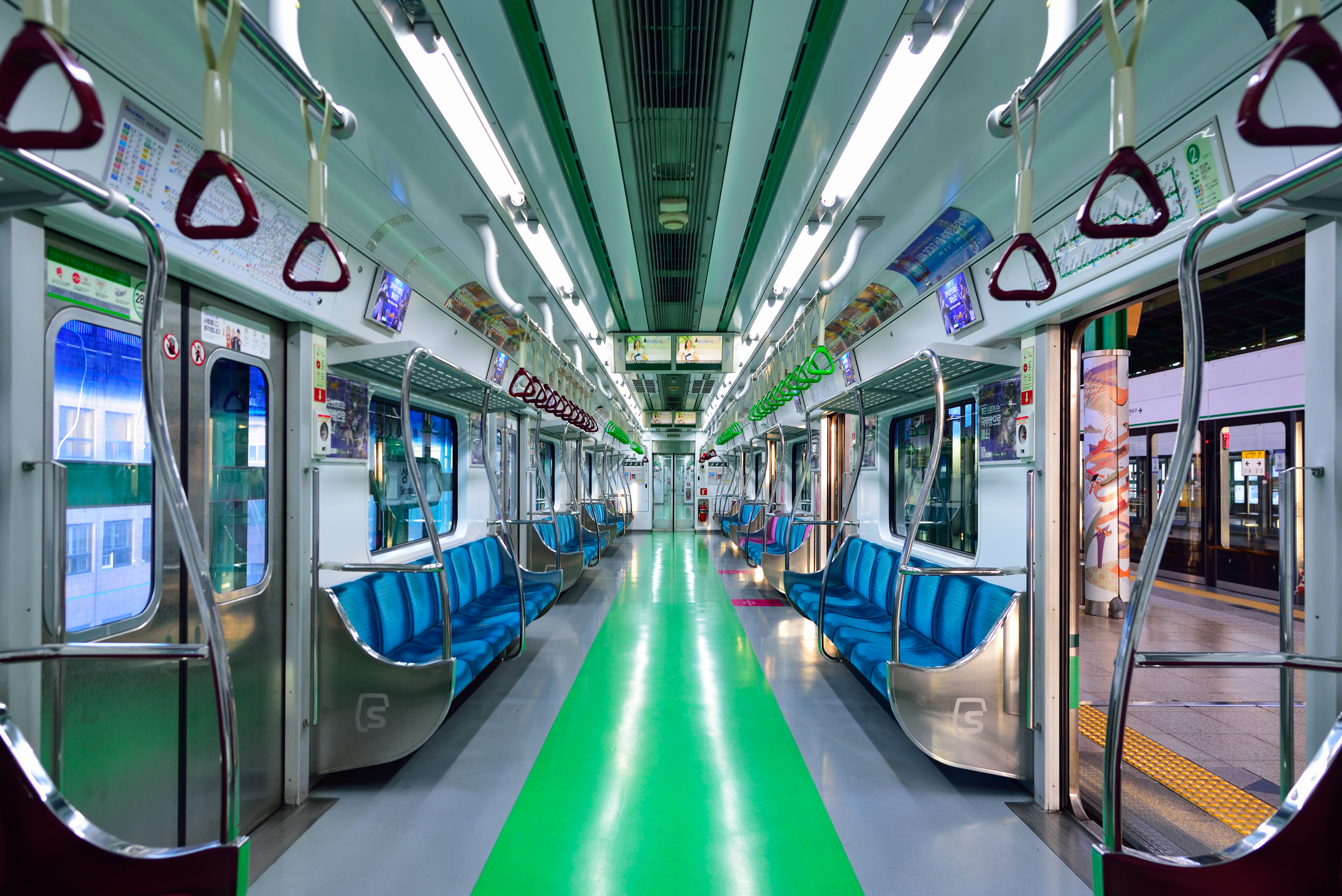
2차분 전동차 내부
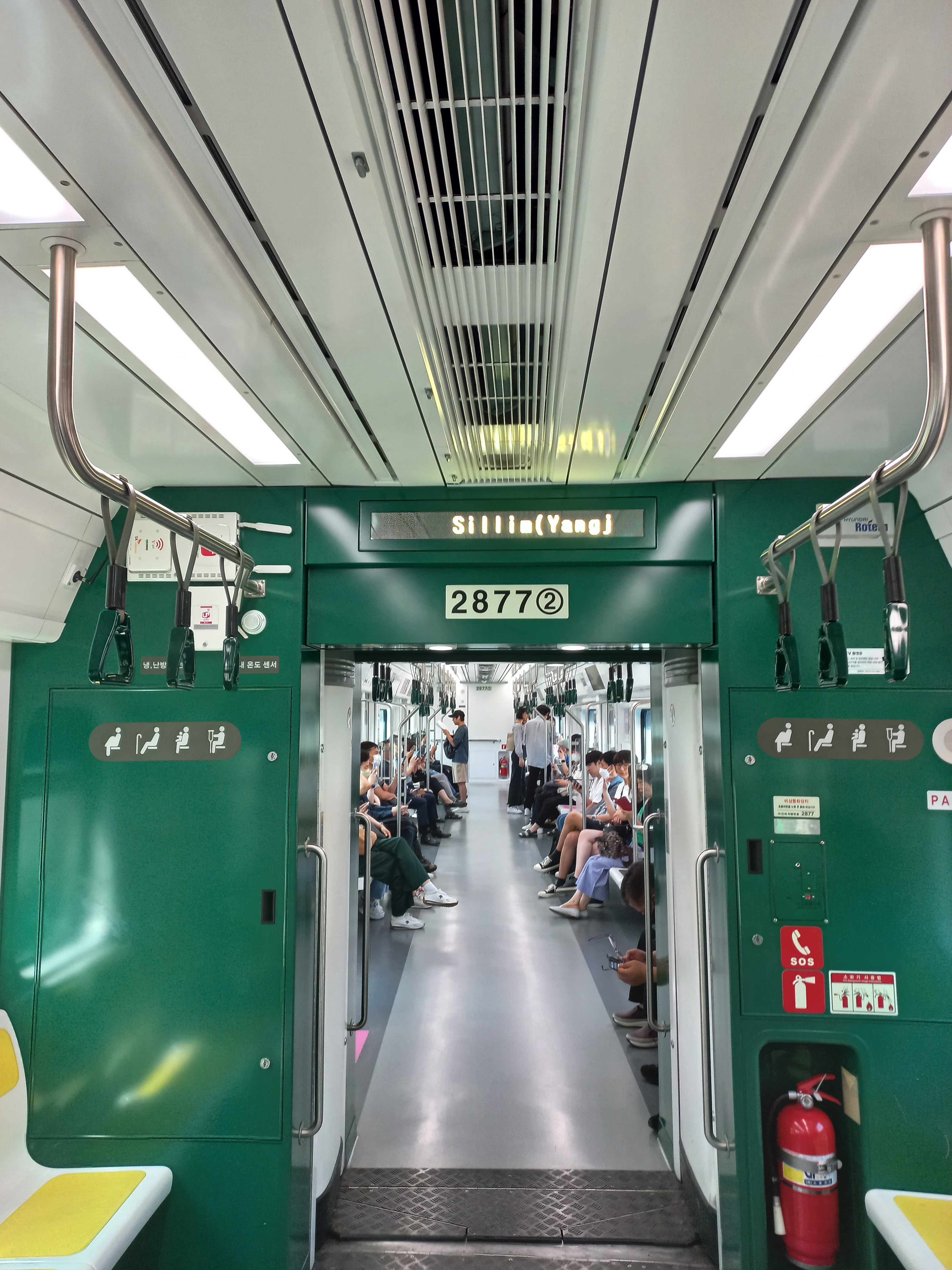
4차분 전동차 내부
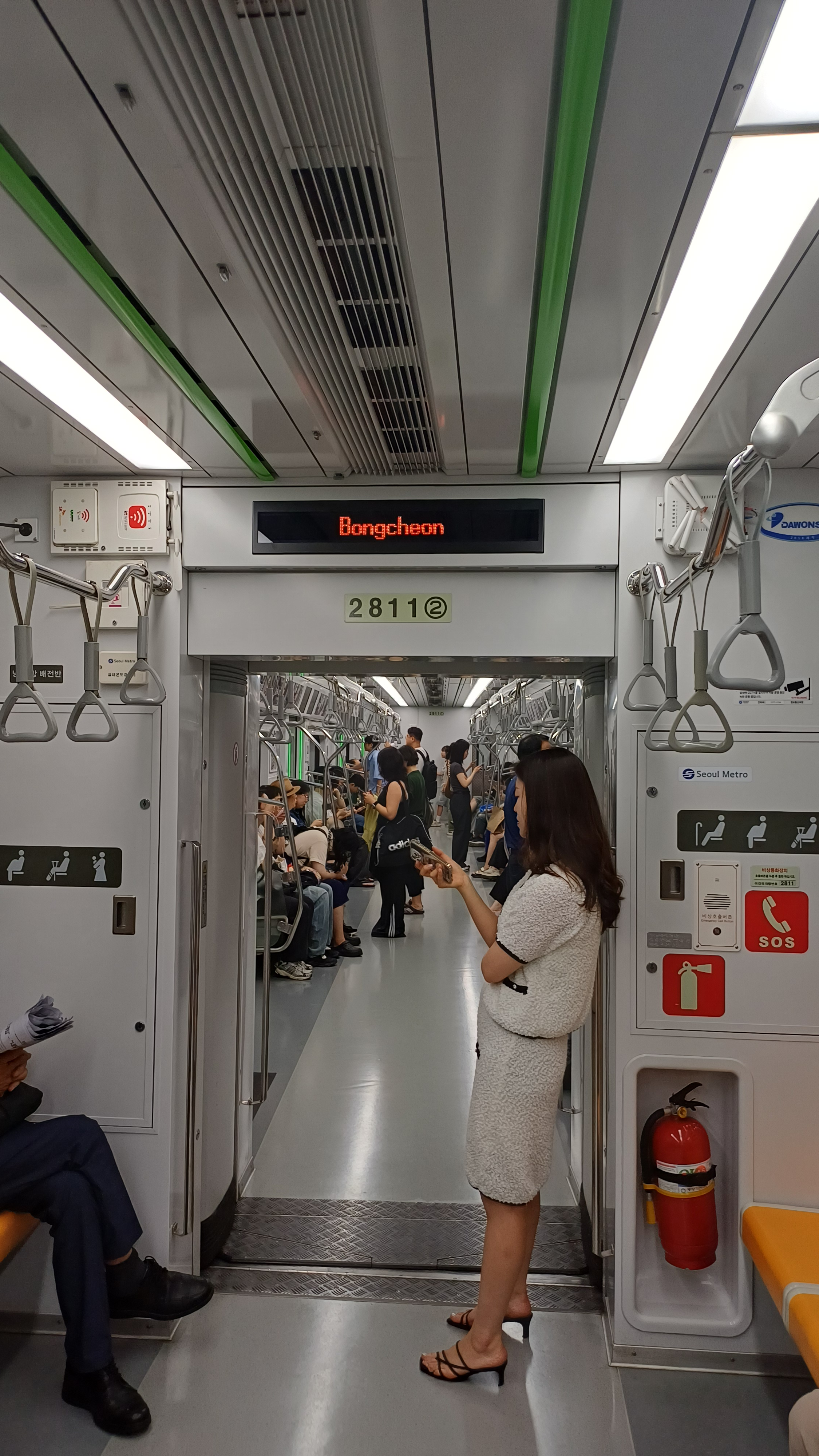
211편성 내부
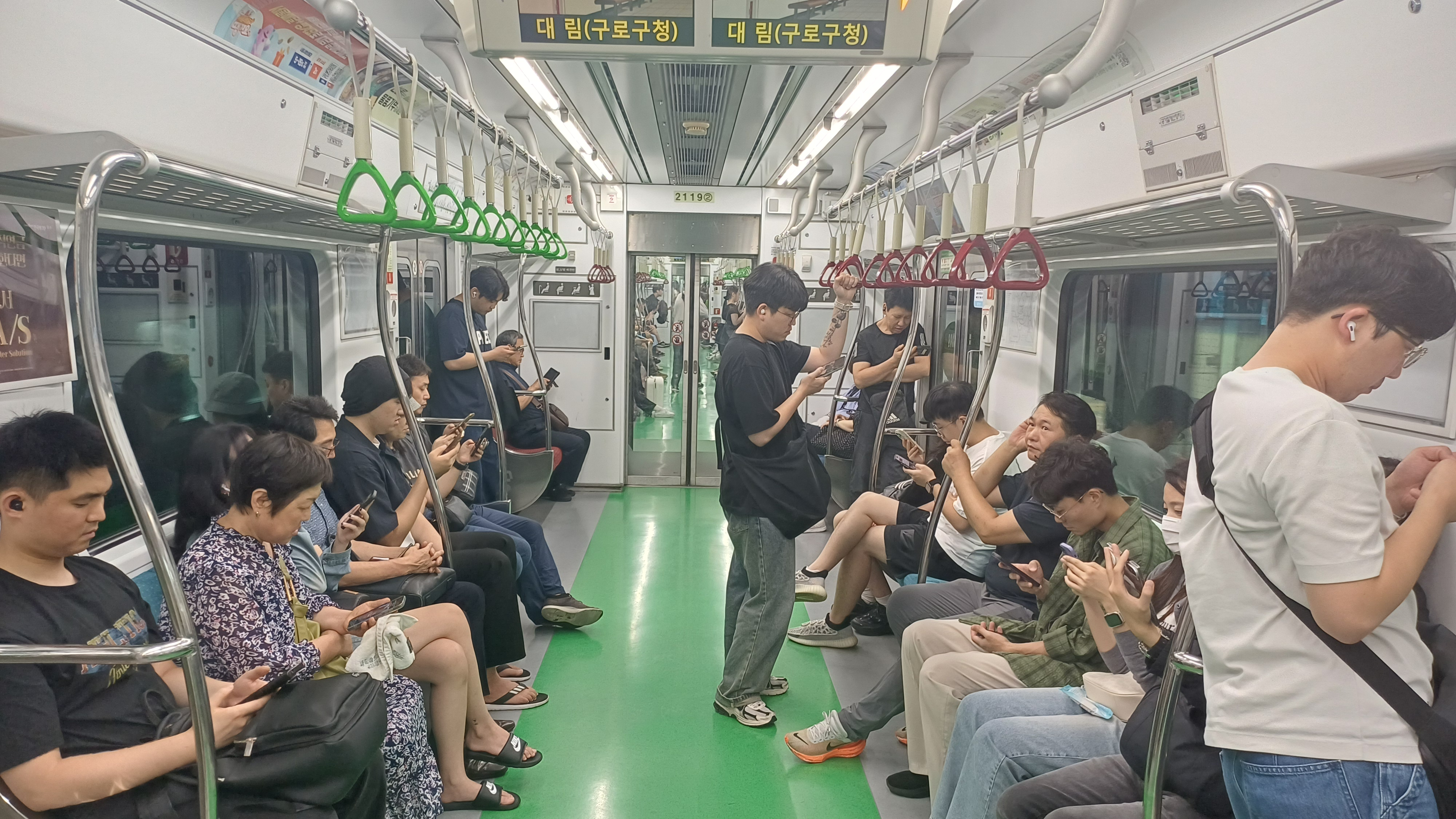
219편성 내부

## 같이 보기
- 서울교통공사
- ● 서울 지하철 2호선
- 서울교통공사 1000호대 VVVF 전동차
- 서울교통공사 3000호대 VVVF 전동차
- 서울교통공사 4000호대 VVVF 전동차